# Manuel Méndez
Manuel Méndez Cuadrado (Madrid, España; 17 de septiembre de 1930 - Madrid, España; 8 de febrero de 1989) fue un futbolista español que se desempeñaba como defensor.

## Clubes
| Club               | País   | Año         |
| ------------------ | ------ | ----------- |
| CD Málaga          | España | 1952 - 1955 |
| Atlético de Madrid | España | 1955 - 1957 |
| Granada CF         | España | 1957 - 1961 |
| Real Jaén CF       | España | 1961 - 1962 |